# GHB (film)
Pour les articles homonymes, voir GHB (homonymie).
Pour plus de détails, voir Fiche technique et Distribution.
GHB, sous-titré To Be or Not to Be est un film français réalisé par Laetitia Masson et sorti en 2014.

## Fiche technique
- Titre : GHB
- Réalisation : Laetitia Masson
- Scénario : Laetitia Masson
- Photographie : Fabien Chauvier
- Décors : Toa Daguet et Jonathan Israël
- Costumes : Gil Lesage
- Son : Lucas Heberlé
- Montage : Basile Belkhiri
- Production : Les Productions 50/50 - Hérodiade
- Pays d'origine :  France
- Durée : 96 minutes
- Date de sortie : France - 12 novembre 2014

## Distribution
- Marina Hands : Gil / Henrietta / Fleur
- Élodie Bouchez : Jo
- Clémence Poésy : la fille de New York
- Stéphane Sednaoui : Orhan
- Robert Plagnol : Denis
- Anh Duong : la femme riche
- Benjamin Biolay : l'amoureux
- Julian Sands : le client
- Anne Marivin
- Alison Arboux
- Anna Hartley
- Simon Buret
- Doudou Masta
- Mourad Frarema
- Phil Hollyday